# Igreja de Nossa Senhora do Rosário dos Pretos (Alcântara)
A Igreja de Nossa Senhora do Rosário dos Pretos é um templo religioso católico localizado no município brasileiro de Alcântara, no estado do Maranhão.
A Igreja de Nossa Senhora do Rosário dos Pretos está localizada no Bairro Caravela. O Estado Colonial do Maranhão foi criado em 1621 pela Coroa portuguesa, em decorrer da importância estratégia e econômica da região maranhense. A Irmandade de Nossa Senhora do Rosário dos Pretos conseguiu autorização do governador para construir sua igreja no ano de 1781, uma vez que não era permitido que os negros escravos da época frequentassem a mesma igreja dos brancos ricos, sendo assim, a autorização cedida foi para que os negros pudesse frequentar a igreja e foi construída pelos próprios negros escravos. A igreja foi finalizada em 1803. O templo possui frontão, com volutas que formam uma espécie de triângulo curvilíneo, ligeiramente desproporcional ao resto da construção.
O estilo da Igreja pode ser considerado como parte da Arquitetura Jesuítica, termo usado no Brasil para a arquitetura produzida pelos padres da Companhia de Jesus. O objetivo principal da construção provavelmente, devido ao entendimento da época, para disseminar o catolicismo, doutrina e catequese e ser utilizada também para o culto e trabalho. A técnica utilizada para a construção desta igreja foi a de taipa de pilão e pintada de branco (cal). A planta da igreja mostra o quão simples sua concepção foi: possui apenas a nave central que se une com a capela-mohr em um mesmo elemento, divididos apenas por um "arco-cruzeiro"; também existe um retábulo bem rústico ao fundo para o único altar presente na edificação; essa simplicidade também está presente na presença de apenas uma torre.
O estilo chão, conhecido estilo de origem portuguesa, pode ser identificado (apesar da presença de apenas uma torre sineira) pela composição da fachada por figuras geométricas básicas e muito simples, com uma tentativa decorativa do seu exterior com as volutas curvas e a decoração escassa no seu interior; este estilo permitiu que a construção fosse executável e econômica.